# Siostry Jezusa Dobrego Pasterza
Siostry Jezusa Dobrego Pasterza (pasterzanki, pasterki) – zgromadzenie zakonne założone przez ks. Jakuba Alberione 7 października 1938, a zatwierdzone 29 czerwca 1959 przez papieża Jana XXIII.

## Cel
Celem Zgromadzenia Sióstr Jezusa Dobrego Pasterza jest "twórcza obecność w życiu parafialnym w ścisłej współpracy z proboszczem i z całą wspólnotą parafialną".